# Olivia Rodrigo
Pour les articles homonymes, voir Rodrigo.
Olivia Rodrigo, née le 20 février 2003 à Murrieta (Californie), est une auteure-compositrice-interprète, musicienne et actrice américaine.
En tant qu'actrice, elle se fait connaître avec le rôle de Paige Olvera dans la sitcom Frankie et Paige puis avec celui de Nini Salazar-Roberts dans High School Musical : La Comédie musicale, la série, première série de la franchise High School Musical.
Après avoir signé avec Interscope et Geffen Records, elle sort son premier single, intitulé Drivers License, en 2021, qui rencontre un énorme succès dans plusieurs pays dont les États-Unis et bat plusieurs records de streaming à sa sortie. Son premier album studio, Sour, sort le 21 mai 2021. Il bat le record de l'album le plus écouté en une semaine pour une artiste féminine sur la plateforme de streaming Spotify et devient en 2024 l'album d'une artiste féminine le plus écouté de la plateforme avec plus de 12 milliards d'écoutes.
Son deuxième album, Guts, sort en 2023.

## Biographie

### Enfance
Olivia Isabel Rodrigo est née le 20 février 2003 à Murrieta, en Californie (États-Unis). Elle est l'enfant unique de Sophia, professeure d'école d'origine irlandaise et allemande, et de Ronald Rodrigo, thérapeute familial d'origine philippine, mariés depuis 2001,. La famille s'installe à Temecula dans le comté de Riverside en Californie peu après la naissance d'Olivia.
Lorsqu'elle était à l'école maternelle, elle a commencé à prendre des cours de piano. Dès l'âge de six ans, elle prend des cours de chant et de comédie, puis commence à jouer dans des productions théâtrales amateur des écoles Lisa J. Mails Elementary School et Dorothy McElhinney Middle School,. À l'âge de douze ans, elle prend des cours de guitare.
Olivia Rodrigo grandit en écoutant les artistes préférés de ses parents tels que No Doubt, Pearl Jam, The White Stripes ou encore Green Day. Lorsqu'elle découvre la musique de Taylor Swift, Olivia Rodrigo devient fan et commence à écrire ses propres chansons. Elle déménage à Los Angeles avec ses parents quand elle obtient son rôle dans la série télévisée Frankie et Paige.

### Carrière
Plus jeune, Olivia Rodrigo fait sa première apparition dans une publicité pour la marque Old Navy. En 2015, elle fait ses débuts en tant qu'actrice dans le vidéofilm Grace, la meilleure pâtissière. L'année suivante, elle obtient le rôle de Paige Olvera dans la sitcom Frankie et Paige diffusée sur Disney Channel, et qu'elle interprétera trois saisons. La même année elle fait une apparition dans la série New Girl aux côtés de Zooey Deschanel.
En février 2019, elle rejoint la distribution de la série High School Musical : La Comédie musicale, la série, à destination du service Disney+. Il s'agit d'une série musicale issue de la franchise High School Musical, ce qui permet à Olivia Rodrigo de montrer ses compétences en tant qu'artiste musicale. Pour la première saison de la série, elle compose la chanson All I Want, qui sortira par la suite en tant que single, et elle co-écrit Just for a Moment avec l'acteur et chanteur Joshua Bassett.
En 2020, Olivia Rodrigo signe avec Interscope et Geffen Records. Elle sort son premier single en janvier 2021, intitulé Drivers License, qu'elle a co-écrit avec le producteur Dan Nigro. Le 11 janvier 2021, le single atteint 15 millions d'écoutes globales en 24h sur le service Spotify, avant d'atteindre plus de 17 millions le jour suivant, ce qui en fait la chanson la plus écoutée en 24h de l'histoire de la plateforme (hors chansons de Noël). Pour sa première semaine, Drivers License débute directement à la première place du Billboard Hot 100 et devient numéros un classements musicaux dans plusieurs pays dont le Royaume-Uni ou encore l'Australie. En avril 2021, elle sort son second single Deja Vu, qui débute à la huitième place du Billboard Hot 100, lui permettant de devenir la première artiste dont les deux premiers singles ont démarré directement dans le top dix du classement. Elle annonce parallèlement la sortie de son premier album studio, intitulé Sour. Ce dernier est sorti le 21 mai 2021. Peu avant la sortie de l'album, un troisième extrait intitulé Good 4 U est proposé et comptabilise rapidement plus de 50 millions d'écoutes globaux en une semaine sur la plateforme Spotify. Le single débute directement à la première place du Billboard Hot 100 et brise le record de la chanson la plus streamée en une semaine sur le Global Spotify Charts, record détenu jusque-là par sa propre chanson Drivers License.
D'avril à juillet 2022, elle entame sa première tournée de concerts intitulée "Sour Tour". Elle réalise une quarantaine de dates à travers les États-Unis, le Canada et l'Europe.
Le 26 juin 2023, Olivia Rodrigo annonce son deuxième album, intitulé Guts,  prévu pour le 8 septembre 2023, dont les titres Vampire et Bad idea right? sont sortis avant l’album entier. Olivia Rodrigo annonce la tracklist de toutes les musiques qui s’y trouveront dans une vidéo de promotion.
En novembre 2023, Olivia Rodrigo dévoile le titre, Can't Catch Me Now, qui figure sur la bande originale du film Hunger Games : La Ballade du serpent et de l'oiseau chanteur.
Dans la version remasterisée de son album Guts sorti le 22 mars 2024, Olivia Rodrigo a ajouté cinq nouveaux titres : Obsessed, Scared of my Guitar, The Girl I've Always Been ainsi que stranger. Ces morceaux étaient initialement sortis dans les vinyles de différentes couleurs, chaque couleur offrant une musique exclusive. Cependant, dans la version remasterisée intitulée Guts (Spilled), tous ces morceaux sont désormais disponibles, consolidant ainsi l'expérience musicale pour les fans de l'artiste.
Dans cette version remasterisée, un morceau exclusif, intitulé So American, a été ajouté à l'album, disponible uniquement dans sa version numérique.

### Vie privée
Entre 2019 et 2020, elle entretient une relation de quelques mois avec le chanteur et acteur Joshua Bassett, son partenaire dans High School Musical : La Comédie musicale, la série, qui est notamment la principale source d'inspiration de son premier album Sour.
En juin 2021, elle est photographiée par des paparazzi embrassant le producteur Adam Faze, confirmant leur relation, qui aurait pris fin en janvier 2022. De février 2022 à l'été de la même année, elle aurait entretenu une relation avec le DJ et organisateur de soirées Zack Bia.
En octobre 2023, elle est photographiée en compagnie de l'acteur Louis Partridge, ce qui crée de nombreuses rumeurs. En décembre 2023, il est confirmé que la chanteuse et l'acteur sont bel et bien ensemble.

### Engagements sociaux et politiques

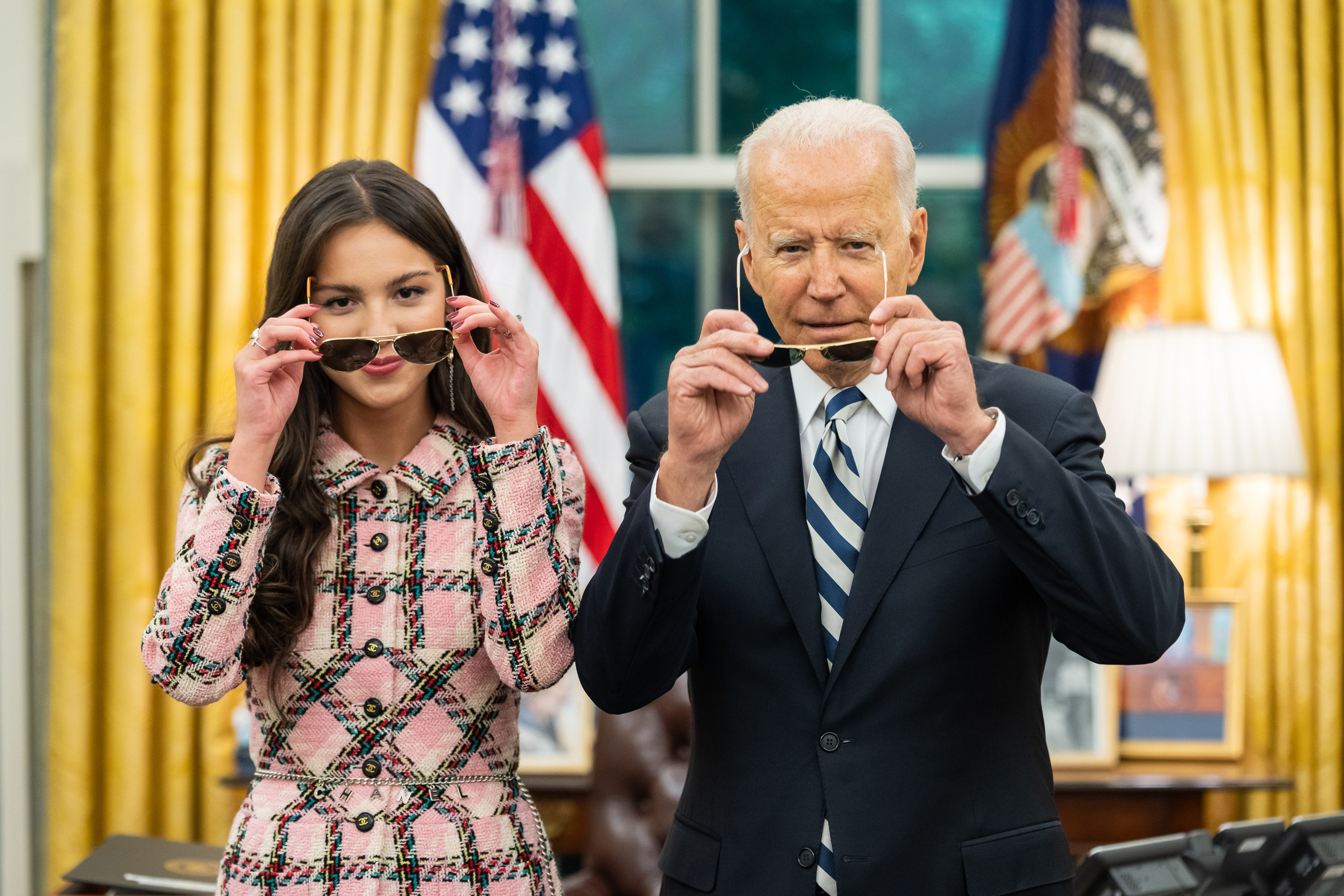
Olivia Rodrigo avec le président Joe Biden en juillet 2021 dans une campagne encourageant les jeunes à se faire vacciner contre le virus COVID-19.

En juillet 2021, Olivia Rodrigo rencontre le président Joe Biden et son conseiller médical en chef Anthony Fauci à la Maison-Blanche, où elle réalise des vidéos promotionnelles afin d'encourager les jeunes Américains à se faire vacciner contre la Covid-19.
En juin 2022, alors qu'elle joue au Glastonbury Festival quelques jours après la décision de la Cour suprême des États-Unis mettant fin à la protection fédérale du droit à l'avortement, elle interprète avec la britannique Lily Allen le titre Fuck You, qu'elle dédie aux juges ayant soutenu la décision.
En juillet 2024, Olivia Rodrigo apporte son soutien à Kamala Harris, quelques jours après que cette dernière se soit déclarée candidate à l'élection présidentielle américaine de novembre.

## Albums

### Sour
Sorti le 21 mai 2021 l'album Sour, qui signifie "acidulée"en français, est le premier album d'Olivia Rodrigo et co-écrit avec Dan Nigro. Il représente 9 étapes d'une rupture amoureuse (possiblement avec Joshua Bassett) qu'Olivia a vécu ; elle parle par exemple de sa jalousie pour les autres femmes (Jealousy, Jealousy), de l'abandon brutal de son ex-copain (Drivers License) ou même de son sentiment de ne pas être à la hauteur (Enough for you). Toutes les chansons ne parlent pas de rupture amoureuse cependant : la première et la dernière chanson de l'album (Brutal et Hope Ur Ok).
Un an à la suite de cet album, Olivia Rodrigo organise une grande tournée appelée "Sour Tour" en Amérique du Nord et au Canada mais aussi en Europe. Elle a aussi fait un concert en compagnie de Billy Joel qu'elle mentionne dans la chanson Deja Vu qui ensuite lui-même chantera avec Olivia, Uptown Girl, un des titres de ce chanteur new-yorkais.

### Guts
Le 8 septembre 2023, l'album Guts, qui signifie "tripes" en français, sort à son tour. Ici, la chanteuse se montre beaucoup plus émancipée, et l'album est axé sur plusieurs points, comme la confiance en soi (Pretty isn't pretty), la difficulté à agir en société (Ballad of a homeschooled girl), ou encore, à nouveau, les moments difficiles des ruptures amoureuses. C'est dans cet album que se trouve la chanson Vampire, tube qui a récemment atteint le milliard d'écoutes sur toutes plateformes confondues.

C'est en février 2024 que commence le "Guts World Tour", qui s'étendra jusqu'en octobre de la même année. Elle y interprète des sons de ses deux albums confondus. C'est lors de l'un de ses concert qu'elle annonce la sortie de la version Deluxe de son album Guts, qui s'appellera Guts spilled. S'y ajoutera 5 nouvelles musiques, dont sa chanson d'amour, So American, dédiée à son copain actuel, Louis Partridge. 

## Talents artistiques

### Influences
Les principales inspirations d'Olivia Rodrigo sont Taylor Swift, Lorde, Jack White, Alanis Morissette ou encore Billy Joel qu'elle considère également comme ses idoles,.

## Discographie

### Albums studio
- 2021 : Sour
- 2023 : Guts
- 2024 : Guts (spilled)

## Tournées
- 2022 : Sour Tour
- 2024 : Guts World Tour
- 2025 | 2026 : Guts spilled

## Filmographie

### Cinéma
- 2015 : Grace, la meilleure pâtissière (An American Girl: Grace Stirs Up Success) de Vince Marcello : Grace Thomas (vidéofilm)
- 2018 : Paved New World de Alexander Garcia : Cheyenne Mays
- 2022 : Olivia Rodrigo: driving home 2 u de Stacey Lee (Disney+), documentaire musical sur la création de l'album Sour[33]
- 2024 : Olivia Rodrigo guts world tour

### Télévision

#### Séries télévisées
- 2016-2019 : Frankie et Paige (Bizaardvark) : Paige Olvera
- 2017 : New Girl : Terrinea (saison 6, épisode 18)
- 2019-2022 : High School Musical : La Comédie musicale, la série : Nina « Nini » Salazar-Roberts

## Distinctions
Aux Grammy Awards 2022, Olivia Rodrigo est nommée pour 7 grammys, elle en remporte 3 :
- Révélation de l'année[35],[36]
- Meilleure prestation pop solo pour Drivers License[37],[36]
- Meilleur album vocal pop pour Sour[36]

Aux Billboard Music Awards 2022, elle est nommée dans 13 catégories.
- American Music Awards 2021 :
  - Meilleur nouvel artiste
- MTV Video Music Awards 2021 :
  - Meilleur nouvel artiste
  - Chanson de l’année pour Drivers License

Aux NRJ Music Awards 2021 elle est nommée dans 3 catégories
- Révélation internationale de l'année